# Anopheles letifer
Anopheles letifer este o specie de țânțari din genul Anopheles, descrisă de Sandosham în anul 1944. Conform Catalogue of Life specia Anopheles letifer nu are subspecii cunoscute.